# 団塊

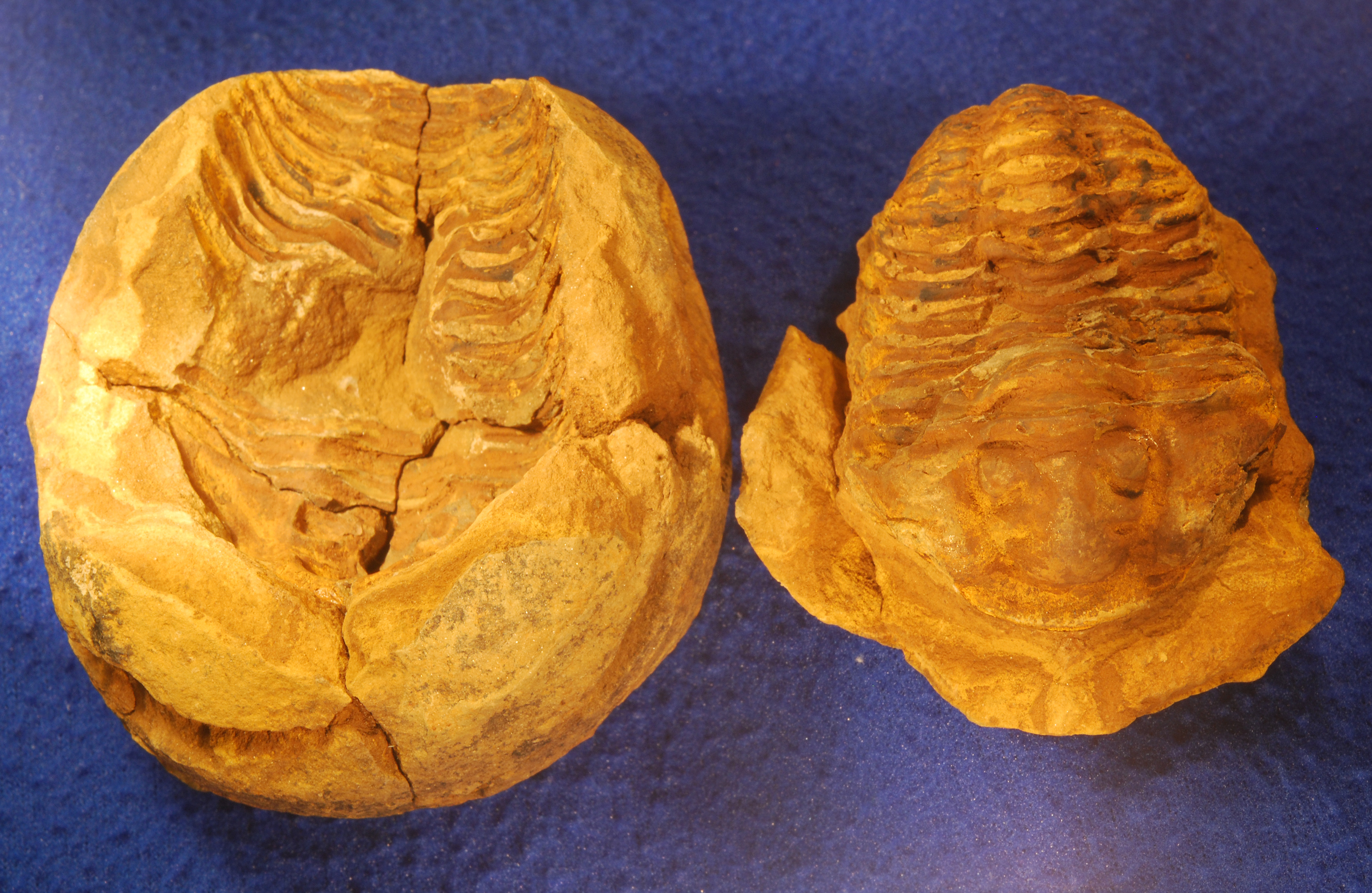
団塊の中の化石

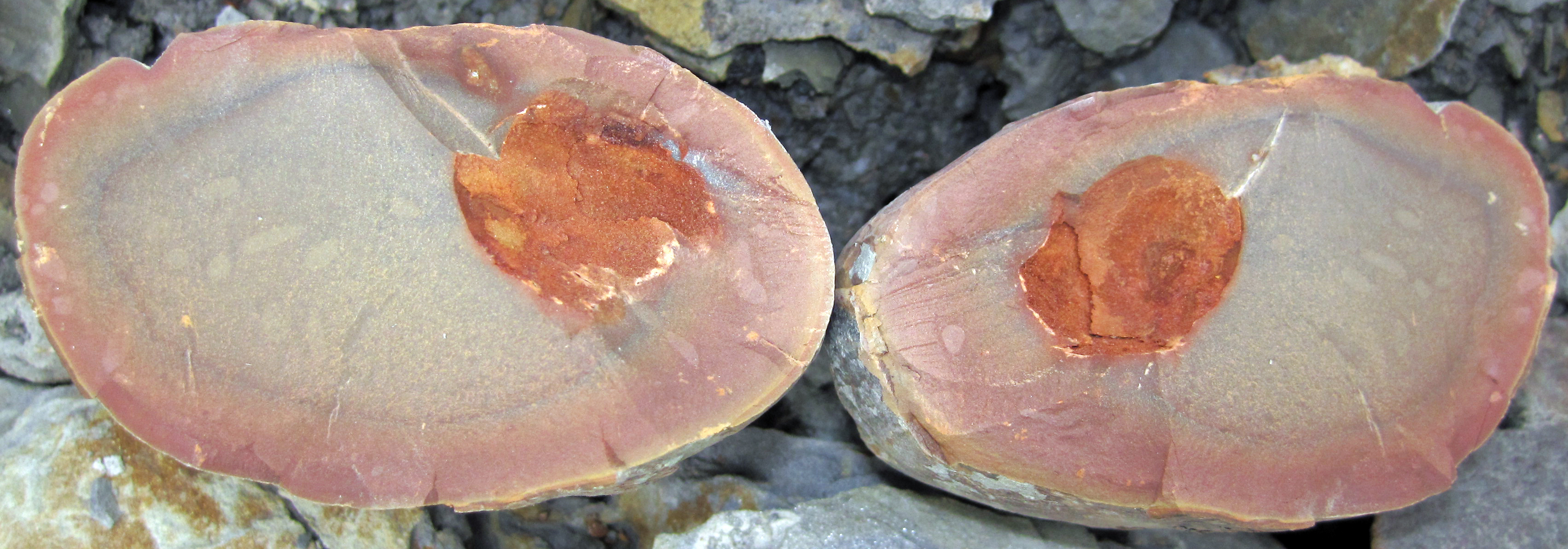
菱鉄鉱ノジュールの断面。大部分は菱鉄鉱で、内部の赤褐色部分は赤鉄鉱。堆積岩中にでき、浸食で露出して採集されたもの。

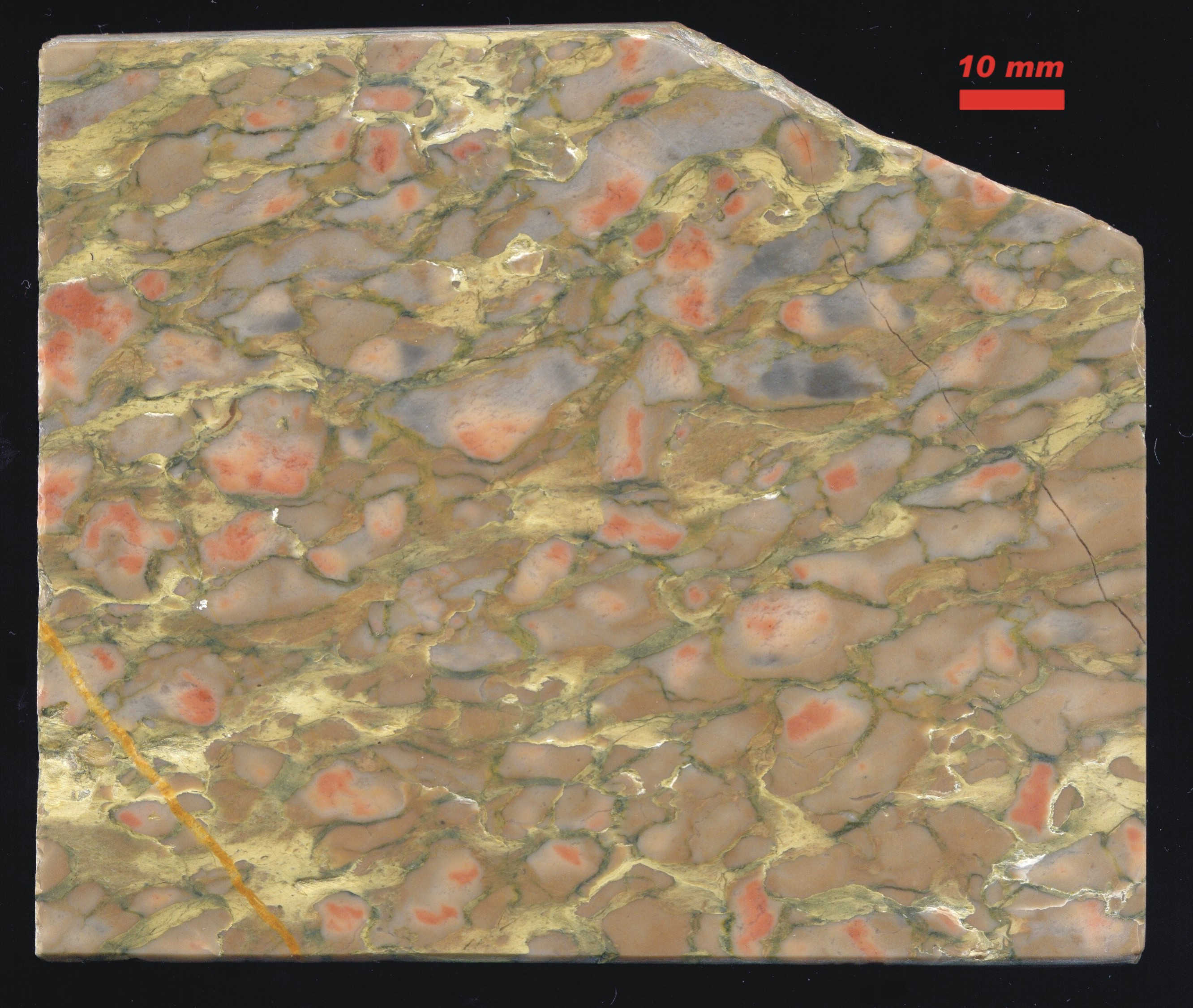
デボン紀のノジュール状石灰岩の研磨標本（ドイツ）

団塊（だんかい）は、地質学ではノジュール (英: nodule)またはコンクリーション (concretion)を指す。元の地層の層理や内包する化石のほかに内部構造をもたないものをノジュールとしたり、コンクリーションは大きさを問わない一方で相対的に小さなものをノジュールとしたりして、使い分ける場合がある。一方、ノジュールとコンクリーションをほぼ同義に用いる場合もある。本項ではノジュールについて解説する（コンクリーションは当該項目を参照）。

## 堆積物のノジュール
ノジュールは、堆積物あるいは堆積岩中に形成された、小さく硬い、球状、板状、または丸みを帯びた不規則な形の塊で、鉱物または鉱物とそれ以外の凝集したもの。ふつう内部構造をもたず表面にはこぶ状の突起があり、大抵は周囲の母岩の地層とは明らかに組成が異なる。
石灰岩中のチャートノジュール、石炭中の黄鉄鉱ノジュール、また海底の頁岩中のリン酸塩ノジュールのほか深海底に広く分布するマンガン、コバルト、鉄、ニッケルに富むノジュールが知られている。
ノジュールを構成する鉱物は主に、方解石、チャート、リン鉱石、無水石膏、黄鉄鉱など。
フリントを含むチャートのノジュールは、海綿動物の珪質骨針や放散虫の遺骸が溶解して非晶質シリカとして再堆積し、それが石灰岩（チョークを含む）の一部を置き換えることで形成される。
堆積時に同時生的に形成された海底のマンガンやリン酸塩の塊は、厳密にはノジュールに含まない（コンクリーションとする）考え方もある。一方で、ノジュール・コンクリーションの双方に、堆積時に同時生的に生成された一次団塊（または同生団塊）、堆積後の続成作用で生成された二次団塊（または後生団塊）などの分類をする場合もある。
日本語では、形の不規則なものを結核と呼ぶこともある。
nodularの語は、堆積物あるいは堆積岩の基質の中で、散在あるいは緩く凝集した塊（結核、結節）を指すとき使ったり、球状の膜を持つコロフォームを呈する鉱物の凝集を指すとき使ったりする。
堆積物の場合内部に化石を閉じ込めていることがあり、その場合には周囲の母岩よりも硬い団塊が地面の圧力に耐え、内部の化石は立体を保っていることが多い。従って化石採集の際には、雨や川による浸食を受けて露頭から落ちた団塊を探すという手法も採られている。

## 火成岩のノジュール

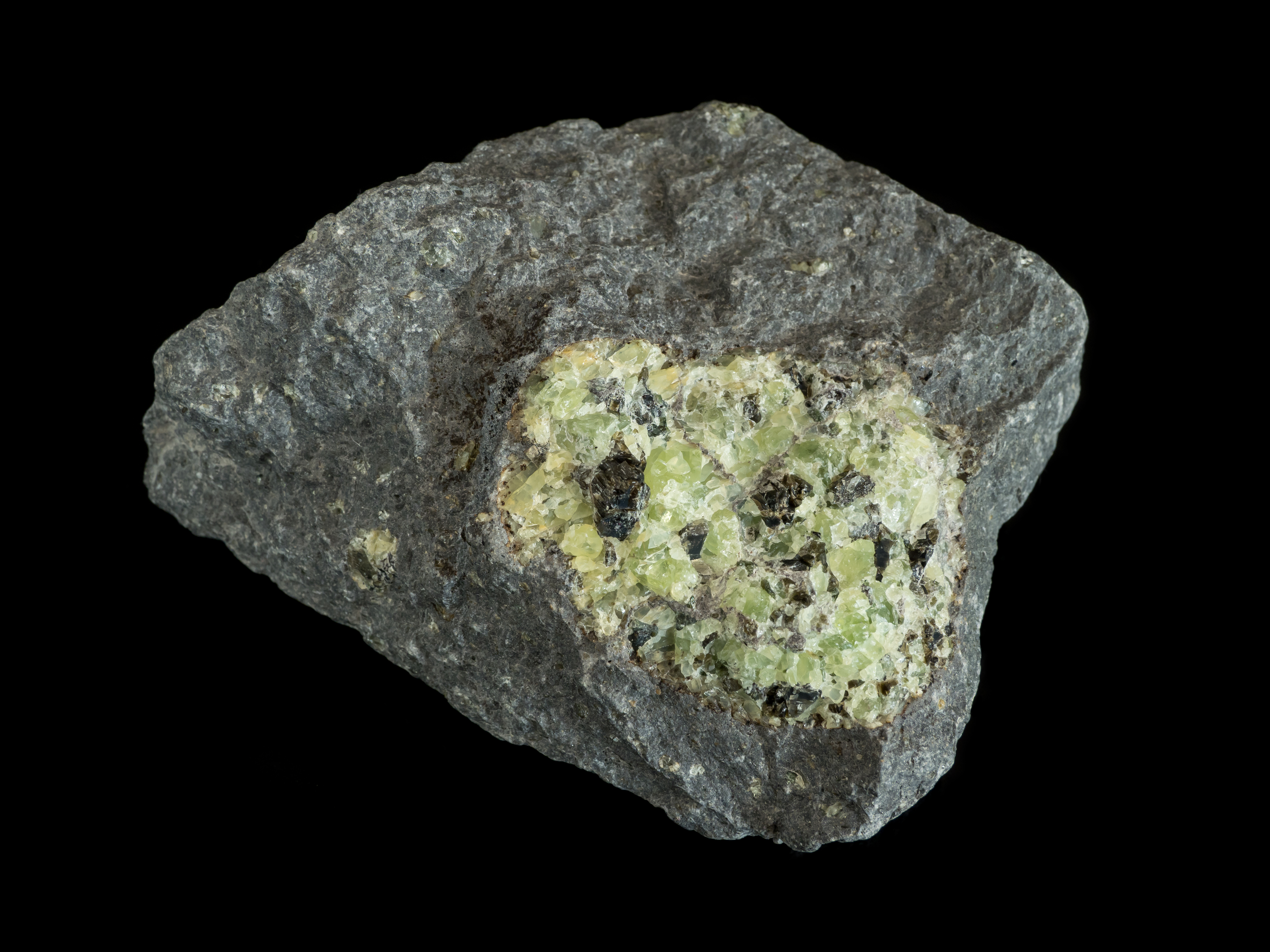
マントル捕獲岩である、玄武岩中のカンラン石ノジュール

火成岩の中にみられる粗粒の塊にもノジュールの語を使う。深部で結晶化が進んだと考えられ、噴出する火山岩のインクルージョンとして観察される。カンラン石玄武岩のフロー中に存在するカンラン石ノジュールなどが例。